# Robin Pecknold
Robin Pecknold, né le 30 mars 1986 à Seattle, est un chanteur, auteur, compositeur et guitariste américain, notamment connu pour être le leader de Fleet Foxes, groupe fondé avec Skyler Skjelset en 2006 quand les deux étaient encore à l'école. Il a également fondé avec sa sœur Aja le groupe Rainbow Fang. En solo, il utilise le pseudonyme de White Antelope et diffuse sur Internet, via son Myspace, des reprises des standards de la musique folk.
Il a été énormément influencé par Bob Dylan, mais également par des groupes tels que les Beach Boys, The Zombies ou encore Crosby, Stills & Nash.
Son frère, Sean, a réalisé cinq clips musicaux des Fleet Foxes (White Winter Hymnal, The Shrine An Argument, He Doesn't Know Why, Mykonos et Grown Ocean).
Il joue habituellement avec une guitare Martin D-18, mais utilise également une Martin D12-35 12 cordes ainsi qu'une Gibson CF-100, ces deux dernières datant des années 1960. Il a occasionnellement joué avec une Epiphone Casino.